# Фріголд-Боро (Нью-Джерсі)
Фріголд-Боро (англ. Freehold Borough) — місто (англ. borough) в США, в окрузі Монмаут штату Нью-Джерсі. Населення — 12 538 осіб (2020).

## Географія
Фріголд-Боро розташований за координатами 40°15′37″ пн. ш. 74°16′33″ зх. д. / 40.26028° пн. ш. 74.27583° зх. д. (40.260219, -74.275884).  За даними Бюро перепису населення США в 2010 році місто мало площу 5,05 км², з яких 5,05 км² — суходіл та 0,00 км² — водойми.

## Демографія
Згідно з переписом 2010 року, у селищі мешкали 12 052 особи в 4006 домогосподарствах у складі 2659 родин. Було 4249 помешкань
Расовий склад населення:
| - 65,7 % — білих - 12,6 % — чорних або афроамериканців - 2,9 % — азіатів - 0,5 % — корінних американців - 0,1 % — вихідців з тихоокеанських островів - 15,4 % — осіб інших рас |

До двох чи більше рас належало 2,9 %. Частка іспаномовних становила 42,9 % від усіх жителів.
За віковим діапазоном населення розподілялося таким чином: 24,5 % — особи молодші 18 років, 64,5 % — особи у віці 18—64 років, 11,0 % — особи у віці 65 років та старші. Медіана віку мешканця становила 33,3 року. На 100 осіб жіночої статі у селищі припадало 111,7 чоловіків;  на 100 жінок у віці від 18 років та старших — 112,0 чоловіків також старших 18 років.
Середній дохід на одне домашнє господарство  становив 71 095 доларів США (медіана — 54 595), а середній дохід на одну сім'ю — 75 939 доларів (медіана — 59 519). Медіана доходів становила 27 955 доларів для чоловіків та 48 864 долари для жінок. За межею бідності перебувало 15,6 % осіб, у тому числі 22,7 % дітей у віці до 18 років та 10,2 % осіб у віці 65 років та старших.
Цивільне працевлаштоване населення становило 5664 особи. Основні галузі зайнятості: освіта, охорона здоров'я та соціальна допомога — 18,4 %, мистецтво, розваги та відпочинок — 18,0 %, науковці, спеціалісти, менеджери — 15,6 %.